# The Brian Jonestown Massacre
The Brian Jonestown Massacre er et psykedelisk og særdeles produktivt rockband fra San Francisco, Californien. Bandet har siden dannelsen i starten af 90'erne haft over 60 forskellige medlemmer. Kun bandlederen og sangskriveren, den excentriske, kontroversielle og multiinstrumentelle Anton Newcombe, har været med hele vejen op til i dag.

## Bandnavnet
Bandet er opkaldt efter både den legendariske Rolling Stone-guitarist Brian Jones og Massakren i Jonestown i 1978, hvor Jim Jones fik medlemmerne af sin Peoples' Temple kult til at begå masseselvmord ved at drikke gift. Endvidere kan bandnavnet også insinuere at Brian Jones blev udsat for en "massakre" begået af de andre medlemmer i The Rolling Stones. I hvert fald hævder Anton Newcombe i coveret på Take It From The Man! fra 1996, at Mick Jagger og Keith Richards myrdede Brian Jones.

## Musikken
Musikalsk er bandet en pastiche over sine musikalske forbilleder, og – som bandnavnet også antyder – tages der udgangspunkt i sentressernes rockmusik med hovedvægt på The Rolling Stones og The Velvet Underground. Generelt har Anton Newcombe en meget postmodernistisk tilgang til musikken.
I bandets første leveår var musikken dog mere inspireret af 1980'ernes britiske shoegazer-scene. Dette kan tydelig høres på debuten Methodrone fra 1995, hvor der er musikalske referencer til såvel Spacemen 3 og Jesus and the Mary Chain. Siden bandets andet album Their Satanic Majesties Second Request (en hyldest til The Stones' Their Satanic Majesties Request fra 1967) har musikken hovedsageligt ladet sig inspireret af The Stones, The Velvets, The Beatles og The Byrds.
På EP'en Bringing It All Back Home Again fra 1999 eksperimenterer gruppen dog med country og folk rock a la Bob Dylan (titlen refererer da også slet skjult til dennes Bringing It All Back Home fra 1965), mens Thank God For Mental Illness fra 1996 også er en rendyrket akustisk countryplade med blues-elementer. Shoegaze-elementerne titter igen frem på den strømlinede og mere poppede Bravery Repetition And Noise fra 2001, mens der på ...And This Is Our Music fra 2003 er smidt lidt elektronisk musik i den musikalske smeltedigel. 
Tekstmæssigt kredser gruppens sange om kærlighed og/til euforiserende stoffer, som gruppen også er kendt for at benytte sig af i rigelige mængder. Til tider er Anton Newcombes fascination for kulter og sekter også synlig i musikken. På Thank God For Mental Illness finder man således "Ballad of Jim Jones", mens den kontorversielle og 13 minutter lange en-akkords sang "Arkansas Revisited", der er skrevet i samarbejde med Charles Manson, ligger som sidste skæring på Bringing It All Back Home Again.
At bandet vælger at arbejde sammen med Manson kan måske også skyldes gruppens filosofi om at bevare ondskaben i musikken. Keep Music Evil! Om denne tankegang har gruppens tamburinspiller Joel Gion udtalt: "At holde musikken ond, er en måde at sige, at musikken skal bevare sin kant – at den aldrig må blive sikker. Den skal udfordre og ikke blot vælge den lette løsning.”
Gruppen har et enormt bagkatalog, og hvert enkelt album varer som oftest mindst en time. I 1996 udgav gruppen hele tre albums, og den eneste egentlig pause var mellem 2001 og 2003.

## Diskografi
- Spacegirl & Other Favorites (Demo-opsamling) (1995)
- Methodrone (1995)
- Their Satanic Majesties' Second Request (1996)
- Take It From The Man! (1996)
- Thank God For Mental Illness (1996)
- Give It Back (1997)
- Strung Out In Heaven (1998)
- Bringing It All Back Again (EP) (1999)
- Zero (EP) (2000)
- Bravery Repetition And Noise (2001)
- ...And This Is Our Music (2003)
- Tepid Peppermint Wonderland: A Retrospective (Dobbelt opsamlingsalbum) (2004)
- We Are The Radio (EP) (2005)
- My Bloody Underground (2008)
- Who Killed Sgt. Pepper? (2011)
- Aufheben (2012)
- Revelation (2014)
- Musique de Film Imaginé (2015)
- Mini Album Thingy Wingy (2015)
- Third World Pyramid (2016)
- Don't Get Lost (2017)
- Something Else (2018)
- The Brian Jonestown Massacre (2019)